# Живкович, Живко (футболист)
Жи́вко Жи́вкович (серб. Живко Живковић; 14 апреля 1989, Ужице, СФРЮ) — сербский футболист, вратарь греческого клуба «Анортосис».

## Карьера
Ранее играл за команды «Телеоптик» и «Металац». Привлекался в молодёжную сборную Сербии.

## Достижения
«Партизан»
- Чемпион Сербии: 2011/12